# Gemarmerde salamander
De gemarmerde salamander (Ambystoma opacum) is een landsalamander uit de familie molsalamanders (Ambystomatidae). De soort werd voor het eerst wetenschappelijk beschreven door Johann Ludwig Christian Carl Gravenhorst in 1807. Oorspronkelijk werd de wetenschappelijke naam Salamandra opaca gebruikt.

## Verspreiding en habitat
Het is een verwant aan de axolotl, de bekendste soort uit de familie. Een andere naam is ook wel marmersalamander, hoewel deze naam staat voor een watersalamander (marmersalamander (Triturus marmoratus)). De gemarmerde salamander komt voor in het oosten van de Verenigde staten, meer specifiek het zuiden van New England, noordelijk Florida, het zuidwesten van Illinois, Zuidoost-Oklahoma en sommige verdwaalde populaties worden iets noordelijker bij de Grote Meren aangetroffen.
De gemarmerde salamander leeft in bossen en plant zich voort in moerassen en poelen.

## Uiterlijke kenmerken
De gemarmerde salamander is een redelijk fors gebouwde salamander van maximaal 15 centimeter en kenmerkt zich door een zwart lijf met afstekende lichte dwarsbanden. Bij de mannetjes zijn deze wit en bij de vrouwtjes grijs tot lichtgrijs, zodat de geslachten duidelijk te onderscheiden zijn. De dwarsbanden zijn onregelmatig en verschillen per individu. De kleurentekening en kleuren verschillen vaak per populatie. De buik is vaak zwart en de salamander heeft door de dikke huid een rubberachtige verschijning.

## Levenswijze
De voortplanting vindt plaats in de herfst, vlak voor het regenseizoen. De vrouwtjes zetten de eieren, meestal 80 tot wel 120, net boven de waterlijn af, zodat de larven zich beginnen te ontwikkelen als het waterpeil stijgt. Dit heeft als voordeel dat vissen en andere vijanden niet bij de eitjes kunnen. Als regen uitblijft, komen de larven in de volgende lente uit het ei.
Vlak voor het broedseizoen zoeken de dieren massaal het water op; hoe massaal bleek wel toen onderzoekers van het Savannah River Ecology Laboratory (SREL: University of Georgia) binnen 24 uur twaalfduizend exemplaren uit een enkel moeras visten. Eenmaal uit het ei duurt het 5 à 6 maanden eer de metamorfose plaatsvindt en de larve in een volwassen exemplaar verandert. Sommige biologen denken dat de dieren eenmaal geslachtsrijp wel tien jaar kunnen leven.
De salamander is een schemerdier dat op wormen, slakken en insectenlarven jaagt, ook wel duizendpotigen. Overdag houdt hij zich schuil onder takken, stenen of bladeren. De bekendste vijanden zijn uilen, wezels, slangen, stinkdieren en spitsmuizen.